# Harrison Schmitt
Harrison Hagan "Jack" Schmitt (Santa Rita (New Mexico), 3 juli 1935) is een Amerikaanse geoloog en voormalige astronaut.
Schmitt was in 1965 de eerste wetenschapper die opgeleid werd in het kader van het Apollo-project. Hij speelde een belangrijke rol in het trainen van de astronauten die vóór hem naar de maan gingen. Hij leerde ze geologische waarnemingen te doen. Tevens zat hij in het team dat de van de maan meegenomen stenen onderzocht. Oorspronkelijk was Schmitt ingepland voor Apollo 18, maar nadat Apollo 18 en 19 om kostenredenen werden geschrapt werd Schmitt onder druk van de wetenschapswereld naar voren geschoven om de plaats van Joe Engle in te nemen als piloot van de maanlander van Apollo 17. Hierdoor kon aan de laatste vlucht naar de maan toch nog een echte geoloog deelnemen.
Apollo 17 was zijn enige ruimtereis. Hij werkte nog enige tijd voor NASA aan de documentatie van de geologische vondsten van de maanlandingen. Na zijn carrière als astronaut ging Schmitt de politiek in. Hij was van 1976 tot 1982 vertegenwoordiger van New Mexico in de Senaat.

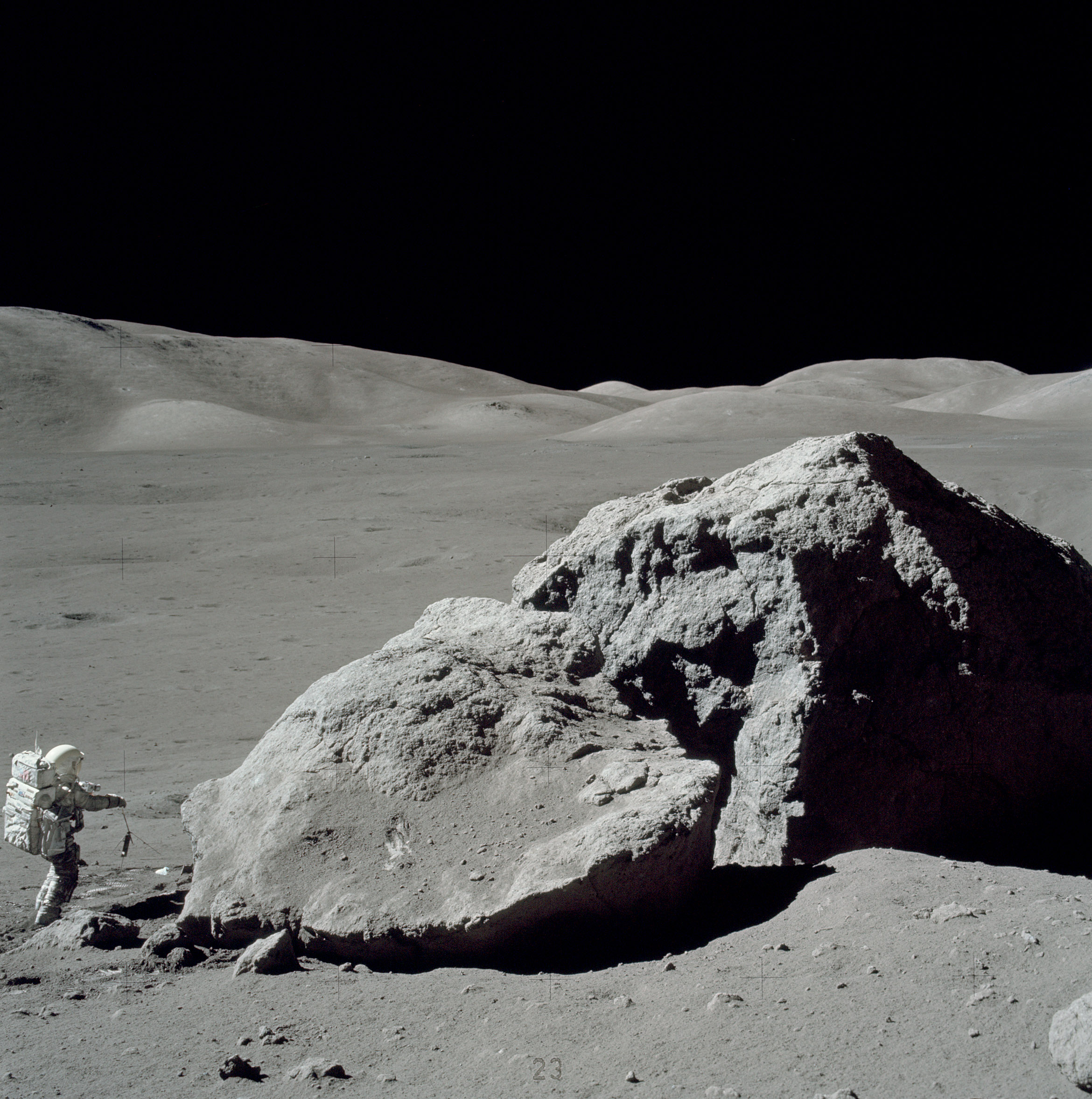
Harrison Schmitt op de maan
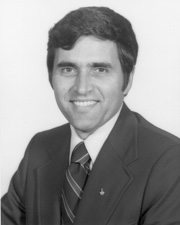
Schmitt als senator
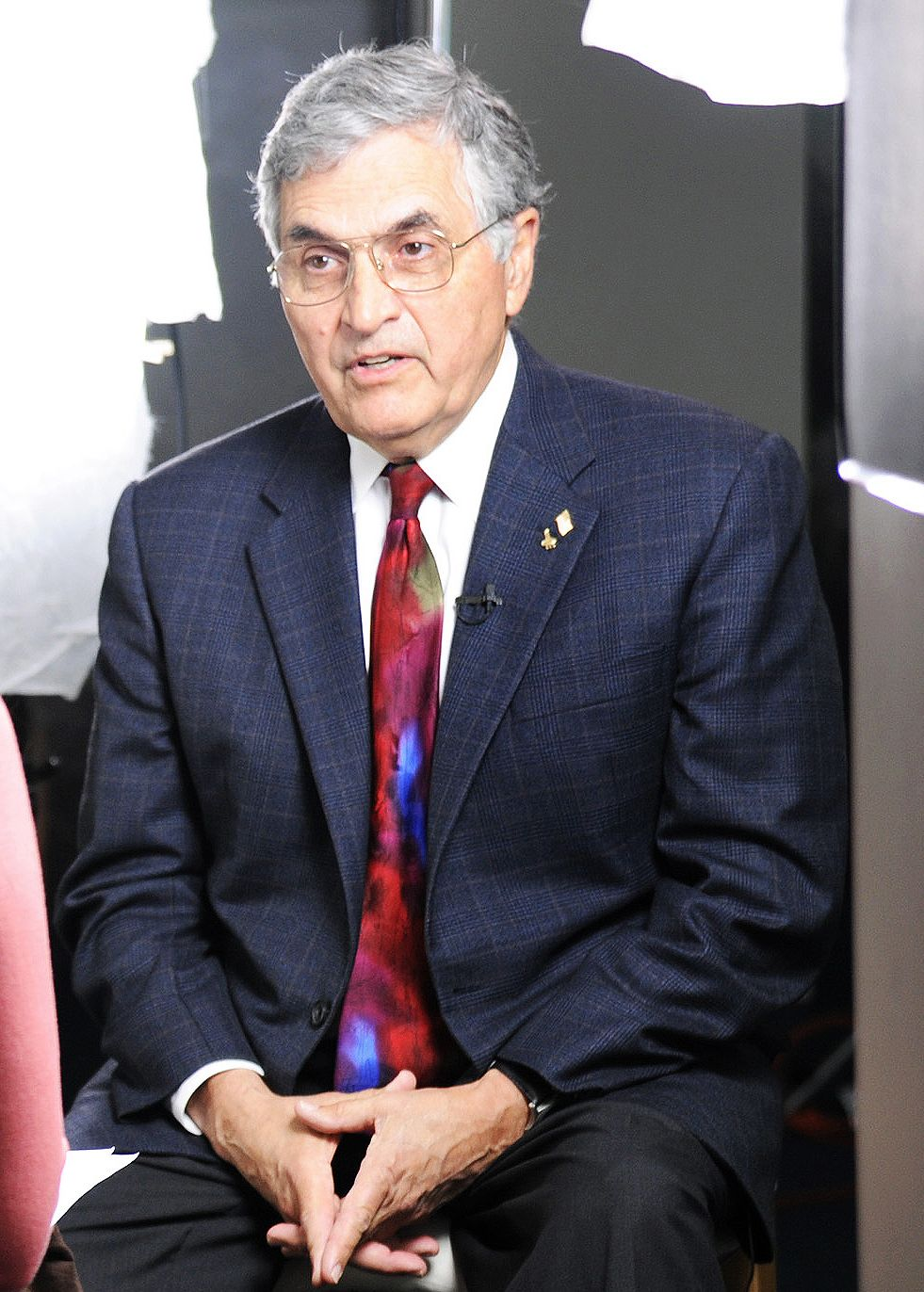
In 2009